# 鳳山崎
鳳山崎，是臺灣新竹縣湖口鄉的一個傳統地域名稱，位於該鄉西南部，湖口台地之上。相較於今日行政區，其範圍大致包括鳳山村不含東部（縣道117號以東地區）、勝利村不含北部凸出部分與東部（縣道117號以東地區）、鳳凰村南部凸出部分，以及竹北市的大眉里最北端。
今日廣義的鳳山崎地區除了鳳山村與勝利村之外，還包括鳳凰村，以及新豐鄉的山崎地區，即員山村、山崎村、忠孝村、松林村、松柏村等地，其中新豐鄉的山崎地區命名來源即為鳳山崎的簡稱。

## 歷史
新竹平原與湖口台地接壤的山嶺被稱為「鳳山」或「小鳳山」，自古官道從竹塹北上南崁時從今明新科技大學下方所在的山坡上山，這段的上坡段即稱之為「鳳山崎」，後來官道改從偏東上山，也仍屬於鳳山崎的地區範疇。因為鳳山崎地處交通要道，可眺望新竹平原視野遼闊，尤其其夕陽更是一絕，故「鳳崎遠眺」被選為塹南八景、「鳳崎晚霞」更在淡水廳志中被選為全淡八景之一，一些清代文人都曾在途經此處時寫下詩文，如林占梅的《過鳳山崎》和《鳳山崎歸途口號》、李逢時的《由中壢至鳳山崎望竹塹城》等。
清末時鳳山崎又分為上、下鳳山崎庄。至日治初期，下鳳山崎庄併入大眉庄，上鳳山崎庄併入為「鳳山崎庄」，日治鳳山崎庄隸屬於竹北二堡。該庄東北與番仔湖庄為鄰，東南與坪頂埔庄、枋藔庄為鄰，南邊一小段隔鳳山溪與番仔陂庄為界，西南邊及西北邊南段為大眉庄，西北邊中北段為員山庄。1901年（日治明治三十四年）11月，全台廢縣廳改設二十廳，該庄隸屬於新竹廳。1909年（明治四十二年）10月，合併二十廳為十二廳，該庄隸屬不變。1920年（大正九年），廢十二廳改設五州二廳，該庄改制為「鳳山崎」大字，隸屬於新竹州新竹郡湖口庄，大字下有「鳳山崎」、「竹高屋」、「望高樓」、「寶斗屋」小字名。
鳳山崎因為位置重要，在清朝劉銘傳建造臺灣鐵路時於該區設立「鳳山崎站」，日治時把廢站的鳳山崎站重建為新車車站，後隨著鐵路改道於新豐鄉的山崎地區的設立山崎車站，即今日的新豐車站。
戰後湖口庄改制為湖口鄉，隸屬於新竹縣，大字亦改制為村。1950年桃、竹、苗分治，湖口鄉隸屬不變。

## 聚落
鳳山崎湖口地區中發展較早的聚落為鳳山崎、望高樓、寶斗屋、竹高屋等，在日治期初期的官方地圖上已有記載。1975年，湖口工業區（後改名新竹工業區）設立，其後又擴大範圍。鳳山崎的湖口地區除西南部外，大多屬於工業區範圍內。
山崎地區為現今新豐鄉主要市區所在地，在新豐車站及新竹工業區的發展因素下，近年來快速發展，數個重劃區的開發為新豐鄉帶來大量人口。本區學校有山崎國小、松林國小、忠孝國中、忠信高中、仰德高中、明新科技大學等。金融機構有山崎郵局、新竹三信、華南銀行、玉山銀行、台中商業銀行、新光人壽、富邦人壽、南山人壽、凱基證券等。連鎖超市有全聯福利中心、頂好超市、美廉社等，亦有麥當勞、肯德基、星巴克、山崎市場、員山黃昏市場及新豐山崎夜市。

## 交通
國道1號又稱「中山高速公路」，是台灣西部兩條縱向高速公路之一，大致以東北—西南走向轉西北—東南走向蜿蜒經過鳳山崎地區。境內未設交流道，北側最近的是湖口交流道，南側最近的是竹北交流道，由此等進入可快速前往台灣西部各地。國道1號湖口服務區位於本地區南部。
省道台1線又稱「縱貫公路」，是台北至屏東楓港的傳統幹道，大致以東北—西南走向轉縱向經過本地區西北部邊界地帶，向東北可前往老湖口、楊梅、平鎮、中壢等地，向南轉東南再轉南可前往竹北、新竹、香山、頭份等地。
縣道117號（勝利路二段）是新豐埔和至香山內湖的道路，大致以縱向轉東北—西南走向轉縱向經過本地區東南部邊界地帶，向東北可前往老湖口、下北勢（新湖口）、福興、後湖並止於省道台15線路口，向南轉東南東可前往枋寮、六家、埔頂、新竹市區等地。

## 學校
- 中興國小
- 山崎國小
- 中正國中